# Methia debilis
Methia debilis là một loài bọ cánh cứng trong họ Cerambycidae.